# Wśród owiec
Wśród owiec (ukr. Серед овець) — komiksowa seria z 2016 roku ukraińskiego wydawnictwa Vovkulaka, ze scenariuszem i sztuką Oleksandra Koreshkova.
Pierwszy numer ukazał się w 2016 roku.
Według portalu Gazeta.ua komiks Wśród owiec znalazł się w pierwszej dziesiątce najpopularniejszych ukraińskich komiksów.

## Synopsis
Coś kliknęło porządku świata i masz szansę spojrzeć na to, co nas otacza z innej perspektywy. Czym jest „strach przed byciem człowiekiem"? Co to znaczy „widzieć niesprawiedliwość i milczeć"? Kiedy zamieniamy się w swoich katów?
Takich trudnych pytań unika Pan do ostatka. Może więc lepiej będzie je rozwiać na przykładzie psa żyjącego w świecie totalnego strachu, kłamstwa i chciwości? Żyje jak owca wśród owiec...

## Historia stworzenia
Pierwszy numer komiksu ukazał się 5 maja 2016 roku. Drugi numer został wydany 6 maja 2017 roku, aby zbiegać się z Kyiv Comic Con 2017. 15 października 2017 roku na Kyiv Comic Con 2017 zaprezentowano ekskluzywne wydanie drugiego numeru komiksu z alternatywną okładką. 24 marca 2018 roku ukazał się trzeci numer komiksu. 30 czerwca 2020 roku ukazał się czwarty numer komiksu.